# Parachelys
Parachelys is een geslacht van uitgestorven schildpadden uit mariene afzettingen uit het Laat-Jura van Beieren, Zuid-Duitsland.
De fossielenhandel van Adam August Krantz te Bonn kocht een schildpadskelet aan, afkomstig uit de Solnhofener kalksteen. Dit werd weer doorverkocht aan Jacob van Breda, de directeur van het Teylers Museum. Omdat het stuk tot de persoonlijke collectie van Van Breda behoorde, werd het na diens dood verkocht aan het Natural History Museum te Londen, waar het door Hermann von Meyer onderzocht werd.
De typesoort Parachelys eichstaettensis werd in 1864 benoemd door Hermann von Meyer. De geslachtsnaam betekent 'naast de schildpad'. De soortaanduiding verwijst naar de herkomst uit Eichstätt. Het is alleen bekend van het holotype NHMUK OR42888, een skelet met schedel. Die schedel kwam, samen met halswervels, pas aan het licht toen het fossiel in de jaren 1950 met een zuurbad verder vrijgelegd werd en is nooit beschreven.
Jongere synoniemen zijn vermoedelijk Achelonia formosa, Acichelys redenbacheri, Aplax oberndorferi, Parachelys eichstaettensis Zittel 1877, Parachelys eichstaedtensis Lydekker 1889 (lapsus calami), en Hydropelta meyeri.
Parachelys kan worden onderscheiden van andere leden van de Eurysternidae, tot welke groep hij behoort gezien zijn dunnen schild, door de geringe omvang van zijn fontanellen, anterolateraal contact van wervel I met alleen de marginale plaat I en een formule voor de vingerkootjes van 2-2-3-3-3.